# يان سميث (لاعب كرة قدم)
يان سميث (بالإسبانية: Ian Smith)‏ (6 مارس 1998 في كوستاريكا - ) هو لاعب كرة قدم كوستاريكي في مركزي الظهير والدفاع، شارك في كأس العالم 2018 وكأس العالم تحت 20 سنة لكرة القدم 2017 و2015 CONCACAF U-17 Championship ‏ و2017 CONCACAF U-20 Championship ‏ و2015 CONCACAF U-17 Championship qualifying ‏ وكأس العالم تحت 17 سنة لكرة القدم 2015. وشارك مع منتخب كوستاريكا تحت 17 سنة لكرة القدم ومنتخب كوستاريكا تحت 20 سنة لكرة القدم. أما مع النوادي، فقد لعب مع نادي نوركوبنغ ونادي هاماربي لكرة القدم وسانتوس دي جوابيلز ‏.

## وصلات خارجية
- يان سميث على موقع الاتحاد الدولي (مؤرشف)  (الإنجليزية)
- يان سميث على موقع اتحاد السويد (السويدية)
- يان سميث على موقع قاعدة بيانات كرة القدم.إي يو (الإنجليزية)
- يان سميث على موقع ناشيونال فوتبول تيمز (الإنجليزية)
- يان سميث على موقع Soccerway.com (الإنجليزية)